# Stražbenica (Banovići, BiH)
Stražbenica je naseljeno mjesto u sastavu općine Banovići, Federacija Bosne i Hercegovine, BiH.

## Stanovništvo
| Stražbenica        |              |
| godina popisa      | 1991.        |
| Muslimani          | 730 (98,38%) |
| Srbi               | 1 (0,13%)    |
| Hrvati             | 0            |
| Jugoslaveni        | 6 (0,80%)    |
| ostali i nepoznato | 5 (0,67%)    |
| ukupno             | 742          |

Stražbenica kao samostalno naseljeno mjesto postoji od popisa 1991. godine.